# Герб Коломийського району
Герб Коломи́йського райо́ну — офіційний символ Коломийського району Івано-Франківської області. Автор герба  — А. Гречило.

## Опис
Гербовий щит має форму чотирикутника з півколом в основі. У синьому полі на срібному геральдичному тригорбі золотий орел з розгорнутими крильми та червоним язиком, справа від нього золота гілка тису з червоними ягодами, зліва золотий колосок, над ним — золота гуцульська розетка (солярний знак) поміж двох срібних восьмипроменевих зірок. 
У великому гербі щитотримачі — два золоті леви з топірцями. Щит увінчано золотою районною короною, під щитом — синя стрічка із золотим написом «Коломийський район».

## Значення символіки
Золотий орел уособлює силу духу, твердість характеру та гордість місцевих мешканців. 
Геральдичний тригорб підкреслює гірський характер території району. 
Гуцульська розетка (солярний знак) символізує, що частина Коломийщини входить до етнографічної Гуцульщини. 
Дві зірки уособлюють постійність, золота гілочка тису та колосок характеризують місцеві природні особливості й аграрну специфіку району. 
У великому гербі леви-щитотримачі з бартками засвідчують історичне стратегічне значення Коломийщини, мешканці якої захищали Галицькі землі від ворожих нападів з Волощини, а також роль району в процесах національного відродження. 